# Корецкий, Леонид Михайлович
Леонид Михайлович Корецкий (при рождении Ио́сиф Ми́хелевич Корецкий; 16 декабря 1897, Екатеринослав, Российская империя — 10 ноября 1980, Киев, УССР) — украинский советский кинематографист, директор кинокартин, кинопродюсер. Член Союза кинематографистов УССР.
Самые кассовые фильмы, в создании которых он принимал участие — "Вдали от Родины", "Максимка", "Два года над пропастью", "Ехали мы, ехали...", "Тревожная молодость", "В мирные дни", "Мальва",  "Тарас Шевченко", "Анна и Командор".

## Биография
Родился 4 декабря (по старому стилю) 1897 года в Екатеринославе в семье екатеринославского купца Михеля Мееровича Корецкого и Хаи-Леи Корецкой.
Окончил Харьковский коммерческий институт в 1919 году.
С 1942 года работал на Киевской киностудии имени Александра Довженко. Принимал участие в создании около двух десятков фильмов.
Работал с режиссерами: Александром Аловым, Владимиром Брауном, Романом Балаяном, Виктором Ивановым, Тимофеем Левчуком, Алексеем Маслюковым, Ириной Молостовой, Сигизмундом Навроцким, Владимиром Наумовым, Владимиром Петровым, Игорем Савченко, Евгением Хринюком, Алексеем Швачко, Исааком Шмаруком.
Скончался 10 ноября 1980 года в Киеве.
Похоронен на Байковом кладбище (уч. № 1).

## Семья
Жена — актриса Евгения Эммануиловна Азарх-Опалова, народная артистка Украинской ССР. Похоронена на Байковом кладбище рядом с мужем.
Брат — Владимир Михайлович (Вульф Михелевич) Корецкий, юрист-международник, академик АН УССР. 
Племянник — Юрий Корецкий, украинский поэт.

## Память
- Театральный режиссёр Михаил Резникович:

«Лучший директор картин на Киностудии имени А.Довженко. Его за глаза называли „князь“. За безукоризненный аристократизм, за интеллигентность».
- Режиссёр, продюсер Александр Роднянский:

 «Это был знаменитый директор картин на студии».
- Актёр, педагог, писатель Олег Комаров:

«Он величественно шествовал по городу с роскошной, покрытой лаком тростью. Ну, просто барин. Актеры добрым словом вспоминали его. Во-первых, был справедливым, мудрым директором. Во-вторых, насколько позволял бюджет картины, всегда щедро оплачивал актерский труд, не экономил на актерах. Обладал своеобразным юмором».

## Фильмография
Директор фильмов (продюсер)
- 1980 — Снежная свадьба — 3,5 млн зрителей.[7]
- 1978 — Голубые молнии — 10,8 млн зрителей.[7]
- 1977 — Бирюк — 1,3 млн зрителей.[7][8]
- 1974 — Анна и Командор — 18,1 млн зрителей.[7][9]
- 1973 — Дума о Ковпаке — 15,3 млн зрителей[7]
- 1970 — Семья Коцюбинских — 9,5 млн зрителей.[7][10]
- 1968 — Ошибка Оноре де Бальзака[11]
- 1966 — Два года над пропастью — 30,6 млн зрителей.[7][12]
- 1963 — Наймичка
- 1962 — Ехали мы, ехали... — 27,1 млн зрителей.[7]
- 1960 — Вдали от Родины - 41,9 млн зрителей.[7][13]
- 1958 — Повесть наших дней
- 1957 — Правда[14]
- 1956 — Мальва — 20 млн зрителей.[7]
- 1956 — Триста лет тому...[15]
- 1954 — Тревожная молодость — 24,4 млн зрителей.[7][16]
- 1953 — Команда с нашей улицы[17]
- 1953 — Мартын Боруля
- 1952 — Максимка — 32,9 млн зрителей.[18][19]
- 1951 — Тарас Шевченко — 18,4 млн зрителей.[7][20]
- 1950 — В мирные дни — 23,5 млн зрителей.[7][21]
- 1948 — Третий удар[22]
- 1945 — Зигмунд Колосовский[23]